# Älmhult
Älmhult è una cittadina (tätort) della Svezia meridionale, situata nella contea di Kronoberg; è il capoluogo amministrativo della municipalità omonima.

## Curiosità
La cittadina ospita il primo negozio IKEA al mondo, aperto nel 1958 e oggi sede del Museo IKEA.
Älmhult è anche la sede di IKEA of Sweden, dove tutti i prodotti dell'azienda sono concepiti e sviluppati.